# Slow Dancing in a Burning Room
Slow Dancing in a Burning Room is een nummer van de Amerikaanse zanger en gitarist John Mayer. Het nummer werd uitgebracht als de achtste track op zijn studioalbum Continuum uit 2006.

## Achtergrond
"Slow Dancing in a Burning Room" is nooit op single uitgebracht, maar is desondanks een van de meer populaire nummers van Mayer. De tekst van het lied gaat over iemand die zich realiseert dat diens relatie ten einde loopt. Tijdens een privéshow in de Bahama's in 2008 zei Mayer hierover: "De ene persoon wil het sneller toegeven dan de ander dat wil. Ze weten allebei dat het einde eraan komt, maar er is altijd een persoon die het duidelijker laat merken." In 2006 zong Mayer het nummer tijdens een aflevering van de televisieserie CSI: Crime Scene Investigation, naast het nummer "Waiting on the World to Change", eveneens afkomstig van Continuum.

## NPO Radio 2 Top 2000
| Nummer met noteringen in de NPO Radio 2 Top 2000 | '13  | '14 | '15 | '16 | '17 | '18 | '19 | '20 | '21 | '22 | '23 | '24 |
| ------------------------------------------------ | ---- | --- | --- | --- | --- | --- | --- | --- | --- | --- | --- | --- |
| Slow Dancing in a Burning Room                   | 1729 | 712 | 574 | 599 | 594 | 619 | 610 | 646 | 637 | 651 | 712 | 690 |

1. ↑  Een vetgedrukt getal geeft de hoogste notering aan.
2. ↑  2013 was het eerste jaar met een notering voor dit nummer.